# Liste des meilleures contreuses en WNBA
Cette page présente la liste des meilleures contreuses en WNBA en carrière en saison régulière.

## Classement

### Joueuses les plus prolifiques
|  | Joueuse en activité en WNBA                                      |
|  | Joueuse intronisée au Basketball Hall of Fame                    |
|  | Joueuse intronisée au Women's Basketball Hall of Fame            |
|  | Joueuse ne répondant pas aux critères du Basketball Hall of Fame |

- Mise à jour à l'issue de la saison 2022

| Rang | Nom                     | Poste         | Total de Contres | Matchs disputés | Moyenne en carrière |
| ---- | ----------------------- | ------------- | ---------------- | --------------- | ------------------- |
| 1    | Małgorzata Dydek        | Pivot         | 877              | 323             | 2,7                 |
| 2    | Lisa Leslie             | Pivot         | 822              | 363             | 2,3                 |
| 3    | Sylvia Fowles           | Pivot         | 721              | 408             | 1,8                 |
| 4    | Brittney Griner         | Pivot         | 716              | 254             | 2,8                 |
| 5    | Candace Parker          | Pivot         | 603              | 392             | 1,5                 |
| 6    | Lauren Jackson          | Pivot         | 586              | 317             | 1,8                 |
| 7    | Tangela Smith           | Pivot         | 556              | 463             | 1,2                 |
| 8    | Tammy Sutton-Brown      | Pivot         | 555              | 388             | 1,4                 |
| 9    | Ruth Riley              | Pivot         | 505              | 387             | 1,3                 |
| 10   | Taj McWilliams-Franklin | Pivot         | 443              | 440             | 1,0                 |
| 11   | Michelle Snow           | Pivot         | 403              | 402             | 1,0                 |
| 12   | Tina Charles            | Pivot         | 389              | 391             | 1,0                 |
| 13   | Tamika Catchings        | Ailière       | 385              | 457             | 0,8                 |
| 14   | Tina Thompson           | Ailière       | 372              | 496             | 0,8                 |
| 15   | Elizabeth Williams      | Pivot         | 370              | 238             | 1,6                 |
| 16   | Érika de Souza          | Pivot         | 368              | 329             | 1,1                 |
| 17   | Jessica Breland         | Ailière forte | 367              | 269             | 1,4                 |
| 18   | DeLisha Milton-Jones    | Ailière       | 339              | 499             | 0,7                 |
| 19   | Diana Taurasi           | Arrière       | 329              | 503             | 0,7                 |
| 20   | Elena Delle Donne       | Arrière       | 327              | 218             | 1,5                 |
| 21   | Yolanda Griffith        | Pivot         | 323              | 311             | 1,0                 |
| 22   | Elena Baranova          | Ailière       | 320              | 209             | 1,5                 |
| 23   | Candice Dupree          | Ailière forte | 318              | 494             | 0,6                 |
| 24   | Vicky Bullett           | Ailière forte | 288              | 186             | 1,5                 |
| 25   | Rebekkah Brunson        | Ailière forte | 286              | 453             | 0,6                 |